# Estació de Montpeller - Sant Ròc
L'Estació de Montpeller - Saint-Roch (en francès Montpellier-Saint-Roch) és una estació de ferrocarrils de la SNCF de Montpeller, França. L'estació és coneguda com la Gare de Montpellier, però des del març de 2005 adoptà el nom de sant Roc - Saint-Roch en francès -, natiu de la ciutat al segle xiv.
Montpeller - Saint-Roch és un dels principals intercanviadors de transport del Llenguadoc-Rosselló perquè a part de trens també hi ha una estació d'autobusos i tramvia.

## Línia
- Línia Tarascó-Seta
- Línia Paulhan-Montpeller